# Ligne Chollima
 (novembre 2010).

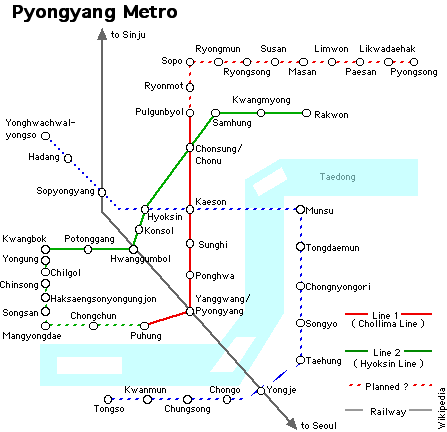
Plan du métro : la ligne Chollima est en rouge.

La ligne Chollima est le nom de ligne 1 du métro de Pyongyang en Corée du Nord.
Elle est la première des deux lignes du métro et a été inauguré en 1973. Elle fut prolongée en 1987 vers le sud (deux stations supplémentaires). Elle en comporte actuellement 8 réparties sur 12 km sur un axe nord-sud. 10 stations supplémentaires sont actuellement programmées dans le cadre d'un prolongement de la ligne vers le Nord devant desservir la ville de Pyongsong avec trois stations.

## Stations
| Station                                                                       | Hangul                   | Hanja      | Correspondance                                                        | Ville              | Arrondissement |
| Pyongsong (en construction)                                                   | 평성역                   | 平城驛     | -                                                                     | Pyongsong          | -              |
| Likwa Daehak (Faculté de Science et Technique de Pyongsong) (en construction) | 리과대학역               | 理科大學驛 | -                                                                     | Pyongsong          | -              |
| Paesan (en construction)                                                      | 배산역                   | 杯山驛     | -                                                                     | Pyongsong          | -              |
| Rimwon (en construction)                                                      | 림원역                   | 林源驛     | -                                                                     | Pyongyang-jikhalsi | Ryongsong      |
| Masan (en construction)                                                       | 마산역                   | 馬山驛     | -                                                                     | Pyongyang-jikhalsi | Ryongsong      |
| Susan (en construction)                                                       | 수산역                   | 水山驛     | -                                                                     | Pyongyang-jikhalsi | Ryongsong      |
| Ryongsong (en construction)                                                   | 룡성역                   | 龍城驛     | -                                                                     | Pyongyang-jikhalsi | Ryongsong      |
| Ryongmun (en construction)                                                    | 룡문역                   | 龍文驛     | -                                                                     | Pyongyang-jikhalsi | Ryongsong      |
| Sopo (Port de l'ouest) (en construction)                                      | 서포역                   | 西浦驛     | -                                                                     | Pyongyang-jikhalsi | Hyongjaesan    |
| Ryŏnmot (en construction)                                                     | 련못역                   |            | -                                                                     | Pyongyang-jikhalsi | -              |
| Pulgŭnbyŏl (Étoile rouge) 2e hôpital populaire                                | 붉은별역 2병원           |            | -                                                                     | Pyongyang-jikhalsi | Taesong        |
| Chŏnu (Camarade) Maison de la Culture du 25 avril                             | 전우역 4·25문화회관      | 戰友驛     | Chŏnsŭng Ligne Hyŏksin                                                | Pyongyang-jikhalsi | Moranbong      |
| Kaesŏn (Retour triomphal)                                                     | 개선역 개선문            | 凱旋驛     | -                                                                     | Pyongyang-jikhalsi | Moranbong      |
| Thongil (Réunification)                                                       | 통일역 청년공원          | 統一驛     | -                                                                     | Pyongyang-jikhalsi | Centre         |
| Sŭngni (Victoire) 1er Grand magasin                                           | 승리역 1백화점           | 勝利驛     | -                                                                     | Pyongyang-jikhalsi | Centre         |
| Ponghwa (Feu de signalisation)                                                | 봉화역 당창립사적관      | 烽火驛     | -                                                                     | Pyongyang-jikhalsi | Centre         |
| Yŏnggwang (Gloire)                                                            | 영광역 평양역,학생영화관 | 榮光驛     | Gare centrale de Pyongyang Ligne Pyongui Ligne Pyongbu Ligne Pyongnam | Pyongyang-jikhalsi | Centre         |
| Puhŭng (Réhabilitation)                                                       | 부흥역 화력발전소        | 復興驛     | -                                                                     | Pyongyang-jikhalsi | P'yŏngch'ŏn    |

## Curiosités
- L'avenue des saules (Hanja: 柳樹大街) non loin de la Pulgŭnbyŏl (Étoile rouge)
- La tour de l'amitié sino-coréenne (Hanja:中朝人民友誼塔) non loin de la station Chŏnu (Camarade)
- La maison de la culture du 8 février (Hangeul: 2·8문화회관 Hanja: 2月8日文化宮) non loin de la station Chŏnu (Camarade)
- La maison de la culture du 25 avril (Hangeul: 4·25문화회관 Hanja: 4月25日文化宮) non loin de la station Chŏnu (Camarade)
- Le pavillon Ulmil (Hanja: 乙密臺) non loin de la station Kaesŏn (Retour triomphal)
- Le grand magasin de Pyongyang-Ouest (Hanja: 西平壤百貨商店) non loin de la station Kaesŏn (Retour triomphal)
- Le cinéma Triomphe (Hanja: 凱旋電影院) non loin de la station Kaesŏn (Retour triomphal)
- Le stade Kim Il-sung (Hanja: 金日成體育館) non loin de la station Kaesŏn (Retour triomphal)
- La statue du Chollima (Hanja: 千里馬銅像) non loin de la station Thongil (Réunification)
- Le restaurant Okryugwan (Hanja: 玉流館餐廳) non loin de la station Thongil (Réunification)
- Le grand magasin pour enfants (Hanja: 兒童百貨商店) non loin de la station Thongil (Réunification)
- Le théâtre/cinéma de la colline de Moran (Hanja: 牡丹峰劇院) non loin de la station Thongil (Réunification)
- La parc de la Jeunesse (Hanja: 青年公園) non loin de la station Thongil (Réunification)
- La place Kim Il-sung (Hanja: 金日城廣場) non loin de la station Sŭngni (Victoire)
- Le 1er grand magasin de Pyongyang (Hanja: 平壤第一百貨商店) non loin de la station Sŭngni (Victoire)
- Les galeries commerciales du métro de Pyongyang (Hanja: 平壤地下商店街) non loin de la station Sŭngni (Victoire)
- Le théâtre/cinéma de Mansudae (Hanja: 萬壽臺藝術劇院) non loin de la station Sŭngni (Victoire)
- La maison des enfants et des étudiants (Hanja: 學生少年宮) non loin de la station Sŭngni (Victoire)
- Le bâtiment des journaux Rodong (Hanja: 勞動新聞大樓) non loin de la station Sŭngni (Victoire)
- Le musée de l'histoire de la Corée (Hanja: 朝鮮中央歷史博物) non loin de la station Sŭngni (Victoire)
- Le musée du folklore coréen (Hanja: 朝鮮民俗博物院) non loin de la station Sŭngni (Victoire)
- La galerie d'art coréen (Hanja: 朝鮮藝術館) non loin de la station Sŭngni (Victoire)
- Le théâtre national d'art dramatique (Hanja: 國立話劇院) non loin de la station Ponghwa (Feu de signalisation)
- La maison de la culture internationale de Pyongyang (Hanja: 千里馬文化會館) non loin de la station Ponghwa (Feu de signalisation)
- La maison de la culture Chollima (Hanja: 千里馬文化會館) non loin de la station Ponghwa (Feu de signalisation)
- La gare centrale de Pyongyang (Hanja: 平壤火車站) non loin de la station Yŏnggwang (Gloire)
- L'Institut Polytechnique de Kim Chaek (Hanja: 金策工業大學) non loin de la station Yŏnggwang (Gloire)
- La faculté de médecine de Pyongyang (Hanja: 平壤醫科大學) non loin de la station Yŏnggwang (Gloire)
- L'avenue de Yonggwang (la gloire) (Hanja: 榮光大街) non loin de la station Yŏnggwang (Gloire)
- L'avenue des bars : Avenue de Changgwang (Hangeul: 창광거리 Hanja: 蒼光大街) non loin de la station Yŏnggwang (Gloire) derrière l'hôtel Koryo.
- L'école de commerce de Pyongyang (Hanja: 商業大學)
- L'arboretum de Pyongyang (Hanja: 平壤熱電廠)

- À noter que Sŭngni désigne aussi le nom d'une marque renommée de camion dans le pays.

## Source
- hkgalbert sur hk.oocities.com